# 58.º governo da Monarquia Constitucional
O 58.º governo da Monarquia Constitucional e 30.º governo desde a Regeneração, nomeado a 11 de abril de 1909 e exonerado a 14 de maio do mesmo ano, foi presidido por Sebastião Teles. 
A sua constituição era a seguinte:
| Cargo                                                                                 | Detentor | Detentor                             | Período                                  |
| ------------------------------------------------------------------------------------- | -------- | ------------------------------------ | ---------------------------------------- |
| Presidente do Conselho de Ministros                                                   |          | Sebastião Teles (1847–1921)          | 11 de abril de 1909 a 14 de maio de 1909 |
| Ministro e Secretário de Estado dos Negócios do Reino                                 |          | Alexandre Cabral (1859–1919)         | 11 de abril de 1909 a 14 de maio de 1909 |
| Ministro e Secretário de Estado dos Negócios Eclesiásticos e de Justiça               |          | Conde de Castro e Solla (1874–1948)  | 11 de abril de 1909 a 14 de maio de 1909 |
| Ministro e Secretário de Estado dos Negócios da Fazenda                               |          | João Soares Branco (1863–1928)       | 11 de abril de 1909 a 14 de maio de 1909 |
| Ministro e Secretário de Estado dos Negócios da Guerra                                |          | Sebastião Teles (1847–1921)          | 11 de abril de 1909 a 14 de maio de 1909 |
| Ministro e Secretário de Estado dos Negócios da Marinha e Ultramar                    |          | João de Azevedo Coutinho (1865–1944) | 11 de abril de 1909 a 14 de maio de 1909 |
| Ministro e Secretário de Estado dos Negócios Estrangeiros                             |          | João de Alarcão (1854–1918)          | 11 de abril de 1909 a 14 de maio de 1909 |
| Ministro e Secretário de Estado dos Negócios das Obras Públicas, Comércio e Indústria |          | Luís Filipe de Castro (1868–1928)    | 11 de abril de 1909 a 14 de maio de 1909 |